# Dioscorea spongiosa
Dioscorea spongiosa är en enhjärtbladig växtart som beskrevs av J.Q.Xi, M.Mizuno och W.L.Zhao. Dioscorea spongiosa ingår i släktet Dioscorea och familjen Dioscoreaceae. Inga underarter finns listade i Catalogue of Life.